# عصر (تلما)
در مذهب تلما، این باور وجود دارد که تاریخ بشریت می‌تواند توسط یک سری از اعصار همراه با «تجلی جادویی و مذهبی» شان تقسیم‌بندی گردد. نخستین عصر، عصر ایسیس بوده‌است که تلمیت‌ها بر این باورند که در ماقبل تاریخ بوده‌است و بشریت الهه‌ای بزرگ را پرستیده‌است؛ این عصر با خدای مصر باستان، ایسیس نمادپردازی شده‌است. در اعتقادات تلمایی، این ماجرا با عصر اوزیریس ادامه پیدا می‌کند که در دوره‌های قرون کلاسیک و قرون وسطی قرار گرفته‌است. هنگامی که بشریت یک خدای مرد یکتا را مورد پرستش قرار داد، بنابراین این دوره، دورهٔ مردسالاری بوده‌است؛ این عصر با خدای مصری اوزیریس نمادپردازی شده‌است. در نهایت عصر سوم، عصر هورس است که توسط خدای کودک اداره می‌شود؛ این عصر نیز با هورس نمادپردازی شده‌است. تلمیت‌ها باور دارند که در این عصر جدید، بشریت وارد دورهٔ خودشناسی و خودادراکی خواهد شد.
در آیین تلما، هر کدام از این اعصار برای بیان فرول جادویی استفاده می‌شوند که برای درک جادوی تلمایی بسیار مهم و بنیادی می‌باشند.

## عصر هورس
شکل هورس (رع) خدای خورشید در سایر تمدنها:
همان خدای هست که در آئین ایرانیان میترائیسم یا مهرپرستی (میترا (mitra)) که علامت آن قوج ویا گاو نر، در یونان باستان آپولون علامت آن شکل انسان با ریش آراسته، در آئین هندوها سوریا (ایزد) که علامت آن صلیب شکسته، کینیچ آهائو در اساطیر قوم مایا که نشان آن صلیب با چهار دسته یک اندازه است، ماکوس خدای خورشید در روم که دارای نشان عقابی که در دل او خوزشیدی وجود دارد، هرو راها (Heru-ra-ha) «هورس خورشید تن» خدایی ترکیبی در تلما، مذهبی که در سال ۱۹۰۴ میلادی با آلیستر کراولی و کتاب شریعتش آغاز شده، می‌باشد. هرو راها ترکیب را هور خوئیت و هور پار کرات است. او با نوئیت و هدیت، دو خدای ارشد تلمایی دیگر در کتاب شریعت، که اشکال ایزدان مربوط به اسطوره‌شناسی مصری باستان نیز می‌باشند، در ارتباط است. شمایلش با نوئیت و هدیت را به نوت و هور بدهت (هورس ادفو) ربط داده‌است. رع (هورس) در تمام آئین‌های کهن جهان با نام دیگر ظاهر شده و به صورت خدایی قدرتمند در بین دیگر خدایان اساطیری جایگاه خاصی داشته‌است.
این تأثیر یعنی خدای خورشید (رع، هورس، میترا) در تمامی عصرها و تمدنها مشهود است روز پرستش خدای خورشید مشخصاً در تمامی تمدنها (به استثنا مسلمانها و یهودیها) یک روز می‌باشد:
فارسی ایران باستان ستاره \سیاره مسیحیت خورشید+روز انگلیسی باستان انگلیسی
یکشنبه مهرشید (مهر + شید)  مهر (خورشید)   Sun Sunnandæg  Sun + day  [4]Sunday

### سایر اعصار
عده از تلمیتها اعتقاد دارند عصر ماعت جایگزین عصر فعلی (عصر هورس) خواهد شد.
همچنین به عقیدهٔ مایکل آکینو عصر ست از سال ۱۹۷۵ میلادی با تأسیس معبد ست آغاز شده‌است.